# 帕维尔·波波维奇
帕维尔·罗曼诺维奇·波波维奇（俄语：Павел Романович Попович，1930年10月5日—2009年9月29日），苏联早期宇航员。

## 早年
1930年10月5日生于乌克兰基辅州烏津镇的一个工人家庭。亲身经历了战争带来的苦难:61。
1946年，波波维奇从白采尔科维职业学校毕业后又进入乌拉尔马格尼托哥尔斯克工业技术学校学习，1951年毕业后成为建筑技术员。早在学校学习的时候，他就加入了附近的飞行俱乐部，1951年9月以优异成绩结业。同年又自愿参加苏联军队，进入空军部队服务。
进入空军的第一年，波波维奇首先在新西伯利亚附近的斯大林格勒军事飞行员学校接受训练。1952年9月26日，他成为第52军事飞行员学校学员（阿穆尔州沃扎耶夫卡）。学校解散后，他来到卡恰的米亚斯尼科夫空军飞行员学校，1954年10月30日获授中尉军衔。1954年12月25日，他被分配入第22空军集团军第336战斗机师第265歼击机团，正式成为一名军事飞行员。1955年，他与同事玛丽娜·瓦西里耶夫娜结婚。1956年4月30日，女儿娜塔莉亚诞生。1957年4月24日，他晋升上尉。6月19日，成为第22空军集团军第113歼击机团副大队长。随后又在第26战斗机师第772歼击机团服役。1958年5月31日，转至第9空军集团军第234歼击机团。1959年3月30日，晋升大尉:63。
期间，他于1954年加入共青团，1957年6月加入苏联共产党。

## 宇航员生涯
1960年，他成为参与苏联太空计划的首批宇航员人选。1960年3月至1961年1月接受了基础训练，1961年1月17日至18日通过了宇航员基础训练期终考核，1961年1月25日成为正式宇航员。1961年5月至8月，他接受了东方2号飞行训练。1961年9月至11月接受了东方3号飞行训练。1961年11月至1962年5月，接受了东方4号飞行训练。
第一次任务
1962年8月12日莫斯科时间11时02分，波波维奇驾乘“東方4號”飞船被发射入预定轨道。1天前，尼古拉耶夫也成功升空。两人共同完成了编队航天飞行任务。期间还进行了无线电通信的第一次试验和互相拍照。
1962年8月15日莫斯科时间上午10时01分在哈萨克共和国卡拉干达市以南着陆。他累计在东方4号飞行了近71小时，围绕地球至少飞行了48圈，行程约200万公里。
空歇期
第一次任务圆满完成后，波波维奇被授予“苏联英雄”和“苏联宇宙航行员”称号。他继续准备下一次任务，并为新选入的宇航员传授经验。他成为联盟2飞船任务的指令长。然而1967年4月，科马罗夫在进行联盟1号任务时，因飞船故障而牺牲。随后，联盟2号任务被取消。1968年，波波维奇毕业于茹科夫斯基空军工程学院。1969年，成为宇航员高级指导员。1972年，成为宇航员培训中心主任。
第二次任务
1974年7月3日，他和阿尔秋欣乘坐联盟14号升空，与礼炮3号空间站成功对接，7月19日乘同飞船返回舱成功降落地面。这是金刚石计划的一部分。
1974年7月20日，再次被授予“苏联英雄”称号。

## 晚年
波波维奇于1982年1月退役。晚年积极从事社会活动，曾任第六至十一届乌克兰苏维埃社会主义共和国最高苏维埃代表（1964年－1988年）。1993年退休。1999年开始担任乌克兰宇航员协会主席。
他还是信息与不明飞行物爱好者研究协会名誉主席。他从克格勃手中拿到了《蓝色档案》，该文件披露了许多UFO事件，以及军方曾数次试图击落UFO未果的事实。
2009年9月29日（一说9月30日），因中风逝世。葬于特罗耶库罗夫公墓。

## 军衔

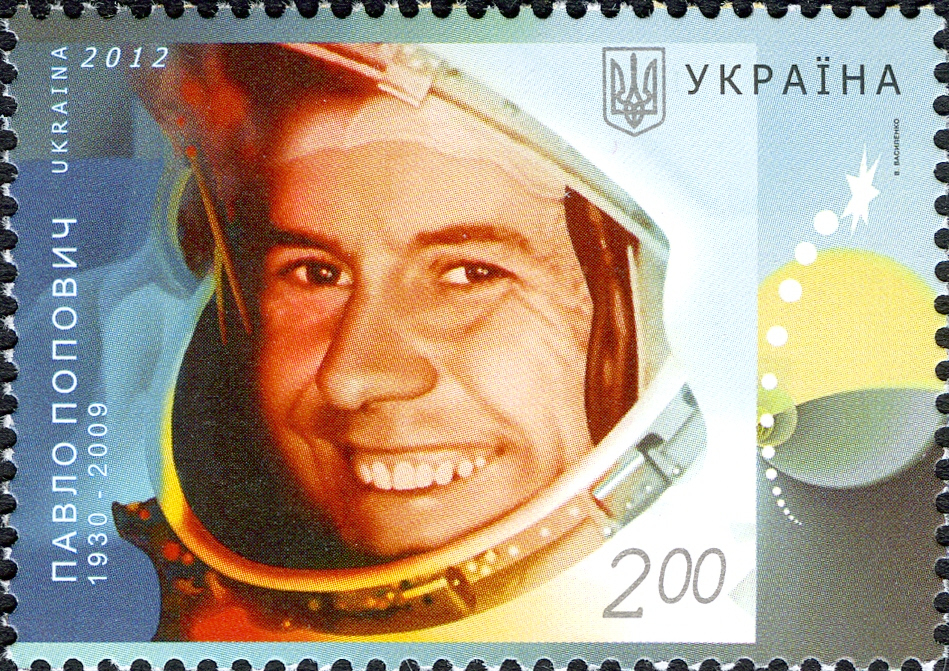
2012年乌克兰邮票

- 空军中尉（1954年10月30日晋升）
- 空军上尉（1957年4月24日）
- 空军大尉（1959年3月30日）
- 空军少校（1961年11月5日）
- 空军中校（1962年8月11日）
- 空军上校（1965年4月30日）
- 空军少将（1976年5月5日）